# 1,1,2,2-tetrabromoetano
Il 1,1,2,2-tetrabromoetano (o TBE) è un alogenuro alchilico di formula Br2CHCHBr2.
A temperatura ambiente si presenta come un liquido giallastro dall'odore dolciastro e pungente. È un composto molto tossico, irritante, pericoloso per l'ambiente.
Si ottiene per addizione di bromo all'acetilene e, fresco di preparazione, è un liquido incolore. Assume nel tempo una colorazione giallo-rossastra perché tende a subire lente reazioni di decomposizione, catalizzate soprattutto dall'esposizione alla luce.
È un liquido di elevata densità, usato in passato in mineralogia per separare e misurare la densità di minerali, successivamente abbandonato per la sua tossicità.
Il TBE è spesso usato come tampone per le corse elettroforetiche su gel di poliacrilammide o agarosio.